# Lisbeth Knudsen
Lisbeth Knudsen, född 7 juni 1953 i Frederiksberg, är en dansk journalist och chefredaktör för dagstidningen Berlingske sedan 2007. Hon har tidigare varit nyhetsdirektör för DR.
Lisbeth Knudsen är dotter till fabrikören Svend Arne Knudsen och Ruth Buch. Hon blev färdigutbildad journalist 1975 och blev anställd på Berlingske Tidendes redaktion på Christiansborg som politisk reporter. 1977 blev hon ledare för samma redaktion. Denna ställning hade hon till 1984 då hon blev redaktör för Berlingske Tidendes näringslivsbilaga. Från 1986 var hon även en del av tidningens chefredaktion. 1988 blev hon redaktör för tidningens söndagsutgåva Berlingske Søndag. 1984 kandiderade hon till posten som ordförande för fackföreningen Dansk Journalistforbund men förlorade mot Tove Hygum Jakobsen. Det var ett val mellan förbundets politiska höger- och vänstergrupperingar, där Knudsen företrädde den förra grupperingen. Som politisk reporter tillhörde hon den innersta kretsen kring partiet Venstres partiledare och finansminister Henning Christophersen.
Knudsen blev administrerande chefredaktör för den socialdemokratiska tidningen Det Fri Aktuelt, samt administrerande direktör för den danska A-pressen, 1990. Hon genomförde bl.a. en relansering av tidningen under sitt gamla namn, Aktuelt, i ett försök att öka antalet sålda upplagor. För detta tilldelades hon Publicistprisen 1998. Hon lämnade Aktuelt samma år för att beträda posten som nyhetsdirektör för DR. Här hon bl.a. medverkat i lanseringen av DR Nyheder som samlade alla bolagets nyhetsredaktioner på ett ställe. Hon lämnade DR 2006 och verkade i en kort period som frilansjournalist. Sedan 2007 är hon koncernchef för Det Berlingske Officin, chefredaktör för Berlingske och redaktör av Mediebloggen.
Knudsen är bl.a. ledamot i Ritzaus Bureau, Danske Dagblades Forening, Dagspressens Finansieringsinstitut, Bladkompagniet och Dansk Sprognævn.